# ビッカース ヴァーシティ
ビッカース ヴァーシティ
- 用途：練習機
- 製造者：ビッカース・アームストロング
- 運用者：英国空軍
- 初飛行：1949年7月17日 [1]
- 生産数：160機
- 運用開始：1951年

ビッカース ヴァーシティ（Vickers Varsity）T.Mk 1は、英国の双発練習機で英国空軍により1951年から25年の間運用された。

## 設計と開発
ヴァーシティはビッカース社でビッカース ヴァイキングを基に開発された。ヴァイキングとの主な相違点は延長された主翼と胴体、首輪式の降着装置で、ヴァーシティの試作機「668型」は1949年に初飛行した。

## 運用の歴史
ヴァーシティはビッカース ウェリントン T10練習機の代替として導入された。
スウェーデン空軍は1950年代に1機を運用し、1960年代にSIGINT / 電子戦用任務に使用した。
ヴァーシティは1976年5月に英国空軍から引退し、操縦士と航法士の訓練任務はハンドレページ ジェットストリーム T1に引き継がれた。
最後まで飛行した機体（製造番号WL679）はロイヤル・エアクラフト・エスタブリッシュメントで運用され、1992年に引退した後は英国空軍博物館に所蔵された。

## Operators
ヨルダン
- ヨルダン空軍

 スウェーデン
- スウェーデン空軍

 イギリス
- 英国空軍
  - 第51飛行隊
  - 第97飛行隊
  - 第115飛行隊
  - 第116飛行隊
  - 第151飛行隊
  - 第173飛行隊
  - 第187飛行隊
  - 第192飛行隊
  - 第204飛行隊
  - 第527飛行隊
  - 爆撃航空団 爆撃学校
- ロイヤル・エアクラフト・エスタブリッシュメント

## 要目
（ヴァーシティ T.Mk I）
- 乗員：4名
- 乗客：
- 全長：20.57 m (67 ft 6 in)
- 全幅：29.13 m (95 ft 7 in)
- 全高：7.29 m (23 ft 11 in)
- 翼面積：90.5 m² (974 sq ft)
- 空虚重量：12 265 kg (27,040 lb)
- 全備重量：17,010 kg (37,500 lb)
- エンジン：2 × ブリストル ハーキュリーズ264 14気筒星型エンジン、1,950 hp (1,455 kW)
- 最大速度：464 km/h (288 mph, 250 ノット)
- 巡航高度：8,750 m (28,700 ft)
- 航続距離：4,263 km (2,648 mi / 2,302 海里)
- 上昇率：426.72 m/min (1,400 ft/min)

- 武装：外部に訓練爆弾272 kg (600 lb)

### 書籍
- Andrews, C.F. and Morgan, E.B. Vickers Aircraft since 1908. London:Putnam, 1988. ISBN 0 85177 815 1.
- Thetford, Owen. Aircraft of the Royal Aircraft 1918-57, 1st edition. London: Putnam, 1957.